# Seznam belgijskih pisateljev
Seznam belgijskih pisateljev.

## A
- Jef Aerts

## B
- Louis Paul Boon
- Leo Bormans

## C
- Ernest Claes
- Hugo Claus
- Hendrik Conscience
- Charles De Coster

## D
- Johan Daisne
- Adeline Dieudonné

## E
- Willem Elsschot

## G
- Thomas Gunzig

## H
- Stefan Hertmans
- Dalila Heuse

## L
- Camille Lemonnier
- Suzanne Lilar

## M
- Maurice Maeterlinck
- Charles Malapert
- Françoise Mallet-Joris
- Charles Polydore de Mont

## N
- Amélie Nothomb

## O
- Jeroen Olyslaegers
- Paul van Ostaijen

## P
- Monica van Paemel
- Anne Provoost
- Paul Émile de Puydt

## R
- Hugo Raes
- Maurice Roelants
- Maria Rosseels

## S
- Lucy Sante
- Georges Simenon
- Nathalie Skowronek
- Henri Storck
- Stijn Streuvels

## T
- Herman Teirlinck
- Peter Terrin
- Felix Timmermans (1886–1947)

## V
- Émile Verhaeren
- Jean-Pierre Verheggen
- Dimitri Verhulst
- August Vermeylen
- Gabrielle Vincent

## Y
- Jan Yoors